# Virginia Slims of Boston 1975
Virginia Slims of Boston 1975, також відомий того року під назвою US Indoor Championships,  — жіночий тенісний турнір, що проходив на закритих кортах з килимовим покриттям Boston University Walter Brown Arena в Бостоні (США) в рамках Світової чемпіонської серії Вірджинії Слімс 1975. Тривав з 3 до 8 березня 1975 року. Мартіна Навратілова здобула титул в одиночному розряді й отримала за це 15 тис. доларів США.

## Фінальна частина

### Одиночний розряд
Мартіна Навратілова —  Івонн Гулагонг 6–2, 4–6, 6–3

### Парний розряд
Розмарі Казалс /  Біллі Джин Кінг —  Кріс Еверт /  Мартіна Навратілова 6–3, 6–4

## Розподіл призових грошей
| Дисципліна       | П       | F      | 3-тє   | 4-те   | ЧФ     | 1/8    | 1/16 |
| Одиночний розряд | $15,000 | $8,500 | $4,600 | $3,800 | $2,100 | $1,100 | $550 |

## Нотатки
1. ↑  67-й U.S. Indoor Championships.